# Hymne de Gibraltar

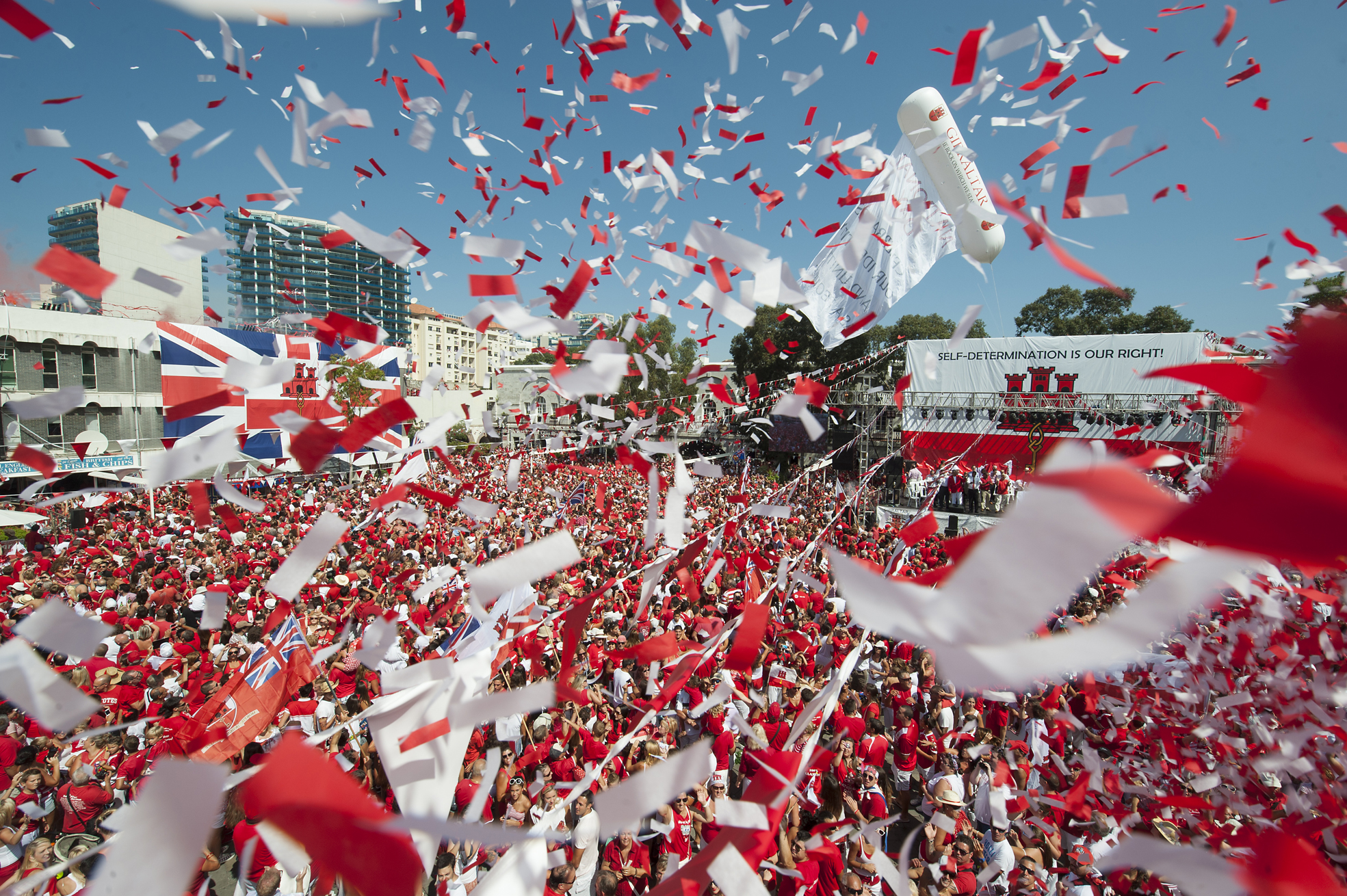
Fête Nationale à Gibraltar

Gibraltar maintient God Save The King comme les autres dépendances du Royaume-Uni. Cependant, il a également son propre hymne local qui a été choisi en 1994. Il n'est pas aussi fort comme  symbole de nationalisme  que le drapeau du Gibraltar, et n'est pas aussi populaire à Gibraltar que d'autres hymnes le sont dans leur pays. Il a été composé par un non-Gibraltarien : Peter Emberley.
Il est joué chaque année à la conclusion du rassemblement politique pour le jour national du Gibraltar, 10 septembre, et sa popularité  augmente de plus en plus.

## Paroles
« Gibraltar, Gibraltar the rock on which I stand,

May you be forever free, Gibraltar, my own land.

Drapeau de Gibraltar

Mighty pillar, rock of splendour, guardian of the sea,

Port of hope in times of need, rich in history.

Gibraltar, Gibraltar, the rock on which I stand,

May you be forever free, Gibraltar my own land.

God give grace to this our homeland, help us to live as one,

Strong in freedom, truth and justice, let this be our song :

Gibraltar, Gibraltar, the rock on which I stand,

May you be forever free, Gibraltar! Gibraltar! My own land. »

## Traduction
« Gibraltar, Gibraltar le rocher sur lequel je me tiens,

Puissiez-vous être toujours libre, Gibraltar, ma propre terre.

pilier puissant, rock de splendeur, gardien de la mer,

Port d'espoir en cas de besoin, riche en histoire .

Gibraltar, Gibraltar, le roc sur lequel je me tiens,

Puissiez-vous être toujours libre, Gibraltar ma propre terre.

Dieu donne la grâce à cette patrie, aidez-nous à vivre comme un seul,

Fort de la liberté, la vérité et la justice, que ce soit notre chanson :

Gibraltar, Gibraltar, le roc sur lequel je me tiens,

Puissiez-vous être toujours libre, Gibraltar ! Gibraltar ! Mon propre pays. »